# De Havilland DH.88 Comet
Die De Havilland DH.88 Comet war ein Flugzeug des britischen Flugzeugherstellers de Havilland und wurde speziell für das Victorian Centenary Air Race, ein Luftrennen von Mildenhall, England nach Melbourne, Australien, von 1934 entwickelt und gebaut. Obwohl das Flugzeug über zwei Triebwerke mit relativ schwacher Leistung von nur je 234 PS verfügte, gewann es das Rennen (Zweite wurde ein niederländisches Team mit einer Douglas DC-2). Die zweite »Comet« belegte den vierten Platz, die dritte schied aus (man hatte bei einem Tankstopp normalen Auto-Treibstoff eingefüllt und damit die Motoren beschädigt).
Insgesamt wurden nur fünf Exemplare auf Bestellung gebaut. Geoffrey de Havilland, der unbedingt wollte, dass der Pokal des Victorian Centenary Air Race nach Großbritannien ging, bot in Zeitungsanzeigen an, ein Rennflugzeug für 5000 Pfund zu bauen. Die Bestellungen gingen „blind“ ein, denn bis dahin existierte nicht einmal eine Entwurfszeichnung.
Die Flugzeuge kosteten letztlich über 50.000 Pfund pro Stück, sodass de Havilland das Ganze eher als gute Imagewerbung sehen musste – verkauft wurden nur wenige Exemplare. Eine DH.88 ist in der Shuttleworth Collection, Old Warden, Großbritannien, erhalten geblieben.

## Konstruktion

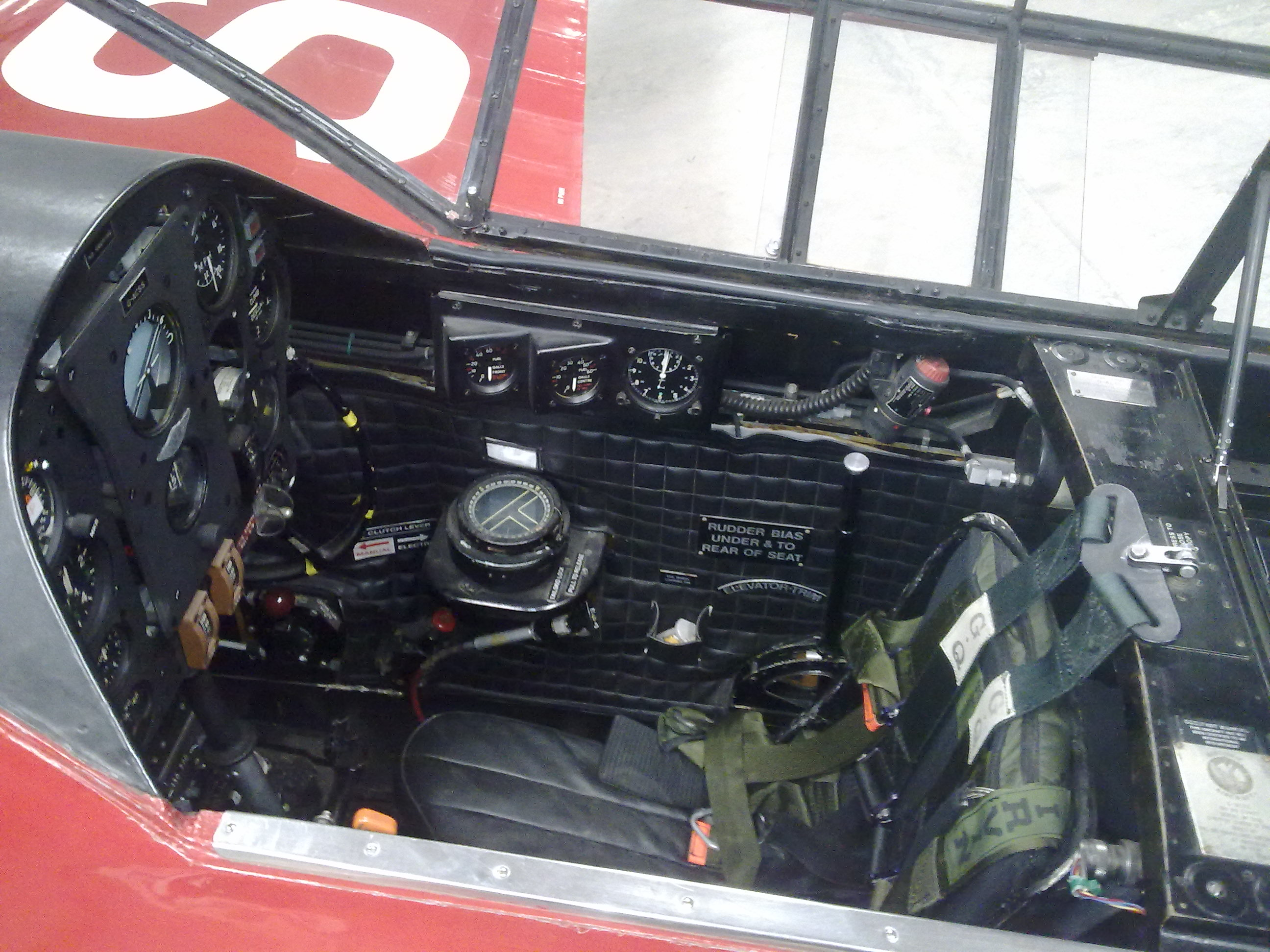
Cockpit

Die Comet war komplett aus Holz gebaut; die Außenhaut war mittragend ausgelegt. Die Maschine besaß einen langen, aerodynamischen Rumpf, der die Treibstofftanks aufnahm, da die unverstrebten Tragflächen hoher Streckung dafür zu dünn waren. Es wurden zweistufige Verstellpropeller und ein Einziehfahrwerk verwendet. Die Auslegung war für die damalige Zeit sehr fortschrittlich.
Das Flugzeug war aufgrund seiner extremen Auslegung schwierig zu fliegen; es besaß eine hohe Landegeschwindigkeit, die nicht weit über der Abrissgeschwindigkeit (ca. 120 km/h) lag. Die Verstellpropeller konnten nur am Boden mit einer Fahrradpumpe als Druckluftquelle auf Startstellung zurückgestellt werden. Bei 241 km/h sollten sich die Propeller auf Hochgeschwindigkeitsstellung umstellen; dieser Vorgang war jedoch nicht zwischen den beiden Motoren synchronisiert und passierte praktisch nie gleichzeitig.

## Weiterentwicklung
1934 versuchte de Havilland die Royal Air Force für eine Schnellbomber-Version der DH.88 zu interessieren, die mit einer zweiköpfigen Besatzung eine Bombenlast von 1000 lbs (454 kg) ins Ziel bringen konnte. Da die RAF zu diesem Zeitpunkt dem Konzept des schwerbewaffneten Großflugzeugs den Vorzug gab, wurde der Vorschlag abgelehnt. De Havilland griff das Konzept des hölzernen, unbewaffneten Schnellbombers später trotz des immer noch fehlenden Interesses der RAF wieder auf und entwickelte die erfolgreiche De Havilland DH.98 Mosquito.

## Technische Daten

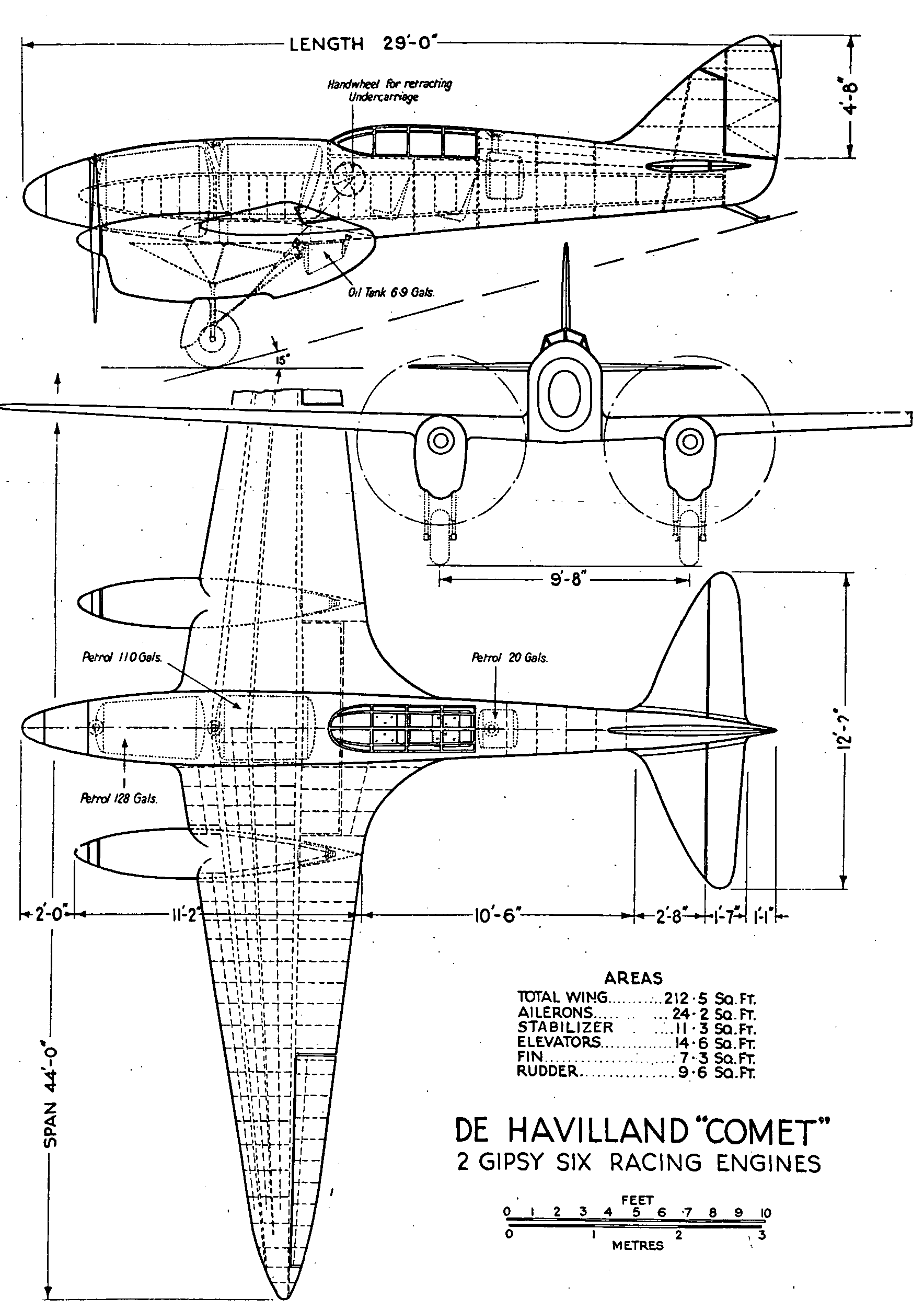
Dreiseitenansicht (englische Beschriftung)

| Kenngröße             | Daten                                       |
| --------------------- | ------------------------------------------- |
| Besatzung             | 2                                           |
| Länge                 | 8,84 m                                      |
| Spannweite            | 13,41 m                                     |
| Höhe                  | 3,05 m                                      |
| Leermasse             | 1288 kg                                     |
| Startmasse            | 2431 kg                                     |
| Höchstgeschwindigkeit | 381 km/h                                    |
| Reisegeschwindigkeit  | 354 km/h                                    |
| Dienstgipfelhöhe      | 5790 m                                      |
| Reichweite            | 4700 km                                     |
| Triebwerke            | zwei de Havilland Gipsy Six R mit je 234 PS |

## Verbleib
G-ACSPflog als erste Comet im September 1934 in Hatfield. Nahm am England-Australien-Rennen als Black Magic in schwarzem Anstrich teil. Im März 1935 an die portugiesische Regierung als Salazar verkauft.
G-ACSRwurde im Rennen Vierter und flog direkt wieder nach England zurück. Trug einen grünen Anstrich, aber keinen Namen. Im April 1935 als F-ANPY Reine Astrid an die französische Regierung verkauft. Dort zur Beförderung von Express-Post eingesetzt.
G-ACSSGewinner des Rennens. Trug einen roten Anstrich und den Namen Grosvenor House. Erstflug am 9. Oktober 1934. Ging im Juni 1935 mit der Registrierung K5084 zur RAF. Von 1973 bis 1987 wieder restauriert.
F-ANPZPostflugzeug der französischen Regierung.
G-ADEFtrug den Namen Boomerang und stürzte im September 1935 im Sudan ab.